# Microcontenido
El Microcontenido aplicado en el aprendizaje está relacionado con la Web 2.0 y hace referencia a contenidos de corta duración y directos, que pueden darse en formato textual o multimedia.

"Los microcontenidos se producen, gestionan, se ponen en circulación, se enriquecen con metadatos semánticos, se procesan, se remezclan y se utilizan y/o se consumen, es una información publicada de una manera corta, cuya longitud y tamaño está en función de ceñirse a un único tópico principal y relevante, y por las limitaciones físicas y técnicas del software y hardware que utilicemos para gestionar el contenido digital" (Castaño 2009).

Hay dos interpretaciones que hacen referencia al Microcontenido. La primera viene dada por el experto en usabilidad Jakob Nielsen, en el que se refiere al microcontenido como pequeños grupos de palabras que se muestran a una persona para tener una idea clara del contenido de una página web. Esta información incluye titulares de artículos, títulos de páginas, asunto y encabezados de los correos. Estas frases también pueden ser tomadas fuera de contexto y mostradas en un directorio, la página de resultados de búsqueda, lista de favoritos, etc. La segunda interpretación del término se extiende a otros pequeños trozos de información  digital en un estado permanente de flujo y circulación, que puede estar solos o bien ser utilizados en una variedad de contextos, incluidos los mensajes instantáneos, blogs, feeds RSS, y resúmenes.

## Significado original
El significado original del Microcontenido  se le atribuye a Jakob Nielsen, en el que en un artículo de 1998 hace referencia al Microcontenido como un contenido de corta duración, como titulares, que deben ser claros y atractivos para un lector.  Por ejemplo, en una página de resultados del motor de búsqueda, el titular de un artículo puede aparecer con sólo un pequeño fragmento, pero no el artículo completo. "El microcontenido debe ser un ultra-breve resumen de su macrocontenido asociado" decía Nielsen.

## Otros significados
El segundo significado del término ha sido definido por blogger Anil Dash en 2002:
"Hoy en día, el microcontenido está siendo utilizado como un término general indicando el contenido que transmite una idea principal o concepto, siendo accesible a través de una única dirección URL o enlace permanente, y que está debidamente escrito y formateado para su presentación en clientes de correo electrónico, navegadores web, o en dispositivos portátiles."
En los años del auge de la blogosfera, el término "Microcontenido" llegó a ser importante y útil para describir las nuevas estructuras emergentes de contenido que fueron habilitadas por las nuevas tecnologías (como trackbacks, pings y cada vez más RSS), nuevos tipos de software CMS y aplicaciones (como blogs y wikis ), y no menos importante por las nuevas prácticas socioculturales (creación colectiva, puesta en circulación y reutilización / remezcla de microtrozos de contenido). 
El Microcontenido puede tener otras formas de medios, como una imagen, audio, vídeo, una dirección URL (hipervínculo), metadatos como autor, título, etc., el asunto de un correo electrónico, un elemento RSS, etc. En 1998, Jakob Nielsen ofreció algunos consejos sobre cómo escribir microcontenido eficaz.

## Para leer más
- On Micromedia & Microlearning
- VII Congreso Internacional sobre Educación Abierta y Tecnología: Microcontenidos, MiniMOOCs y m-learning